# 哈維鎮區 (明尼蘇達州米克縣)
哈維鎮區（英語：Harvey Township）是位於美國明尼蘇達州米克縣的一個行政鎮區。

## 地方資料
哈維鎮區的面積為100.90平方千米，當中陸地面積為99.40平方千米，而水域面積為1.50平方千米。根據2020年美國人口普查的數據，當地共有人口377人，而人口密度為每平方千米3.74人。